# Tatocnemis emarginatipennis
Tatocnemis emarginatipennis – gatunek ważki z monotypowej rodziny Tatocnemididae. Endemit Madagaskaru; znany tylko z okazu typowego odłowionego w 1952 roku w Ambodivoangy w północno-wschodniej części wyspy.